# Хлебные раздачи в Древнем Риме
Хлебные раздачи в Древнем Риме — государственная политика обеспечения населения города Рима хлебом как с помощью его продажи римским гражданам по сниженным ценам, так и путём бесплатных раздач. Данную политику регулировала совокупность древнеримских законов под условным названием frumentationes (фрументация) или leges frumentariae (букв. «хлебные (продовольственные) законы»).
Смысл хлебных раздач менялся с течением времени. Если в эпоху республики раздачи воспринимались как реализация права каждого римского гражданина на государственное имущество, то в эпоху императоров они превратились в знак личной милости и зависимости народа от подаяний императоров. С этим связано и резкое уменьшение числа получателей хлебных раздач, однако из-за боязни народных волнений они не были полностью отменены.

## История распространения
Хотя имеются указания на раннее появление практики хлебных раздач в Риме (например, известен рассказ о раздававшем хлеб патроне римского плебса Сервии Туллии и богаче Спурии Мелии, который, впрочем, был за это убит с подачи Цинцинната), первый хлебный закон о регулярных раздачах относится к деятельности народного трибуна Гая Семпрония Гракха и датируется 123 годом до н. э. По этому закону каждый римский гражданин мог ежемесячно получать некоторое количество зерна из государственных хранилищ по сравнительно низкой цене в 6⅓ ассов за каждый модий (8,7 литров), что составляло чуть больше половины рыночной цены в 12 ассов за 1 модий. По закону Гракха достоверно неизвестно ни возможное ограничение на объём покупаемого по сниженным ценам хлеба в одни руки ни круг лиц, имевших право на хлебные раздачи. В это время в Риме были построены крупные амбары, которые заполнялись зерном, купленным вскоре после сбора урожая по невысоким ценам. Марк Туллий Цицерон обвиняет Гая Гракха в том, что он опустошил казну раздачами, хотя он «на словах всегда был защитником казны». Цицерон также сохранил историю о том, что однажды Гракх заметил в толпе получателей дешёвого хлеба бывшего консула Луция Кальпурния Пизона Фруги, активно выступавшего против раздач; на вопрос о том, почему он изменил своё мнение и пришёл за хлебом, тот ответил: «Я вовсе не хочу, Гракх, чтобы ты делил моё добро между всеми; но раз уж ты за это взялся, то и я хочу получить мою долю».
Аппиан упоминает, что после гибели братьев Гракхов «уменьшились и раздачи». Около 101 года до н. э. Луций Аппулей Сатурнин, несмотря на предупреждения о том, что после Югуртинской войны и войны с кимврами и тевтонами казна не сможет вынести нагрузки, предложил новый хлебный закон. Хотя подробности закона неизвестны, считается, что он был принят и фактически восстановил действие хлебного закона Гая Гракха в полном объёме. Тит Ливий упоминает также о проведении десятью годами позднее хлебного закона Марком Ливием Друзом, подробности которого неизвестны.
Луций Корнелий Сулла после установления своей диктатуры в 82 году до н. э. отменил хлебные раздачи. После смерти Суллы в 78 году до н. э. поднявший мятеж и потерпевший затем поражение консул Марк Эмилий Лепид сделал восстановление хлебных раздач одним из центральных пунктов своей программы. В 73 году до н. э. законом Теренция-Кассия хлебные раздачи были восстановлены в полном объёме, а число получателей выросло до 40 тысяч человек, которые имели право покупать по 5 модиев пшеницы в месяц за 6⅓ асса. Гай Саллюстий Крисп сохранил относящуюся к 70-м годам речь народного трибуна Гая Лициния Макра к народу (считается, однако, что она не аутентична), в которой он требует борьбы за увеличение объёма хлебных раздач и сравнивает 5 модиев — норму того времени — с тюремным пайком. В 62 году до н. э. Марк Порций Катон Утический снижает цену на предоставляемый по законам хлеб, но его объём по-прежнему составляет 5 модиев. В 58 году до н. э. народный трибун Публий Клодий Пульхр отменил плату за хлеб для законных получателей.
Гай Юлий Цезарь сделал прежние раздачи от имени государства раздачами от своего имени, что впоследствии переняли императоры. При этом раздачи вместо права граждан стали носить характер милости, которую добрый правитель оказывает хорошим гражданам, попавшим в списки. Во время гражданских войн в Риме для получения бесплатного хлеба обосновалось много беженцев из провинции, поэтому Цезарь провёл тщательную проверку получателей раздач. После вычёркивания не имеющих гражданства Рима в 46 году до н. э. число получателей хлеба было снижено с 320 тысяч до 150 тысяч. Впервые появились списки людей на бронзовых досках, имеющих право на хлебные раздачи (incisi frumento publico). Одновременно Цезарь издал закон, что число получателей раздач не может быть увеличено, а образовавшиеся в результате смертей свободные места должны распределяться по результатам жеребьёвки.
Преемник Цезаря Октавиан Август после 44 года до н. э. увеличил число получателей до 250 тысяч человек, а в 5 году до н. э. вернул прежнюю цифру в 320 тысяч человек, но потом сократил число получателей раздач до 200 тысяч. Право на раздачи имели только римские граждане, которые проживали в Риме, но всё равно многим жителям Рима приходилось покупать хлеб на открытом рынке.
В эпоху Империи хлебные раздачи долгое время сохранялись в полном объёме. Известно, что в I—II веках н. э. около 200 тысяч человек получали бесплатный хлеб. Право на получение бесплатного хлеба имели все римские граждане мужского пола старше 10 лет кроме сенаторского и всаднического сословия, которые родились и постоянно проживали в Риме. Раздаваемых ежемесячно 5 модиев (около 33 кг) зерна хватало в лучшем случае на питание двух взрослых людей, поэтому хлебные раздачи обеспечивали продовольствием не больше 400 тысяч человек или 40 % от миллионного населения Рима. При числе получателей раздач в 320 тысяч с учётом членов их семейств бесплатным снабжением зерном было охвачено 600 тысяч человек.
Нерон вводит в число получателей бесплатного хлеба 40 тысяч преторианцев, но при этом оставляет неизменным общее число получателей в 200 тысяч человек. При Траяне в число получателей вводят воспитывающихся за счёт государства мальчиков, а при Антонинах и девочек. Позднее право на раздачи получили пожарные Рима после определённой выслуги лет и возможно городская полиция. Эпизодически бесплатный хлеб получали и другие группы населения, например, государственные музыканты.
Изначально раздачи касались только зерна, однако с правления Септимия Севера стали раздавать масло, с правления Аврелиана свиное мясо, а само зерно заменили печёным хлебом.
Зависимость римского плебса от раздачи хлеба широко известна по крылатому выражению лат. panem et circenses — «хлеба и зрелищ».
Изначально действие хлебных законов распространялось только на Рим, но впоследствии фрументарные законы были скопированы и в Константинополе как новой столице империи. При переносе столицы император Константин для стимулирования строительства и иммиграции даровал право на бесплатные хлебные раздачи всем домовладельцам Константинополя. Право на хлебные раздачи имели все свободные жители столицы, кроме солдат и государственных служащих. Также владельцы домов были обязаны снабжать хлебными карточками строителей до тех пор, пока дома находятся в исправном состоянии. Согласно указу Валента в случае выезда из столицы или смерти получателя раздач хлебные карточки tesserae подлежали сдаче для перераспределения между другими горожанами, однако на практике хлебные карточки часто передавали по наследству или продавали, а с VI века значительная часть хлебных карточек попала в руки церкви. После строительства новой столицы снабжение зерном разделилось на две части: получаемая от местного населения как налог в натуральной форме пшеница из римской провинции Египет теперь направлялась в Константинополь, а из римской провинции Африка в сам Рим (при нехватке пшеница закупалась и в других провинциях). После основания в Константинополе в 332 году бесплатные раздачи из хлеба получало 80 тысяч человек по 117 категориям gradus (впоследствии численность получателей хлебных раздач в городе увеличилась), а в Риме в середине V века и даже в VI веке бесплатные раздачи из хлеба и свинины получало 120 тысяч человек.

## Управление раздачами
Реализация фрументарных законов состояла из двух этапов: подготовительного (заготовка, перевозка и хранение хлеба под названием лат. annona publica) и основного (распределение и выдача хлеба). При этом долгое время за эти этапы отвечали разные должностные лица.
В эпоху республики хлебными раздачами заведовали то преторы, то эдилы. В трудные времена управление переходило на более высокие инстанции власти, например, прямое управление Помпеем действовало в 57 году до н. э. Во время правления императора Августа для управления хлебными раздачами дважды назначались лат. curatores frumenti (экстраординарные quasi-магистраты) из сенаторов, но затем после голода 5-7 года полномочия были переданы специально назначенному лат. praefecti annonae. Данная должность считалась очень важной и уступала только префектуре Египта, города и претории. Изначально лат. praefecti annonae не отвечал за непосредственную раздачу зерна, которая была в ведении особых лат. praefecti или лат. curatores frumenti dandi ex s(enatus) c(onsultus). Неравномерность работы побудила императора Клавдия передать распределение зерна в ведение лат. praefecti annonae. При Траяне в качестве уступки сенату были восстановлены должности лат. praefecti frumenti dandi. При Септимии Севере раздача зерна снова перешла в ведение лат. praefecti annonae. После основания Константинополя и перенаправления туда всего хлеба Египта роль римского лат. praefecti annonae резко падает, он попадает в подчинение к городскому префекту, а его внегородская деятельность переходит в ведение префекту претория. Одновременно вводятся независимые от римского префекта особые префекты Африки, Египта и Востока. В Константинополе раздачами ведал префект города вместо особого префекта, как в Риме.
Заготовка, транспортировка, хранение и распределение зерна требовала большого количества людей. Общее управление процессом осуществлял префект анноны (лат. praefectus annonae), в обязанности которого входил общий контроль за процессом ссыпки, сохранность зерна при хранении, а также контроль количества и качества зерна при выдаче. В его подчинении находились префекты по выдаче зерна, которые контролировали сам процесс распределения и выдачи. В подчинении префекта находилось отдельное ведомство, своя канцелярия, отдельная казна и многочисленный штат служащих: весовщики, смотрители хлебных складов, писцы и «бухгалтеры». Расходы на бесплатную раздачу зерна составляли пятую часть бюджета государства.
Зерно закупалось у частных лиц и местных провинциальных властей. Транспортировка зерна осуществлялась частными судовладельцами, но префект анноны назначал цены для перевозки и продажи хлеба.
В 58-45 годах до н. э. в Рим привозилось примерно 1,5 миллиона гектолитров зерна ежегодно. Из этого количества 40 миллионов модиев завозилось из Африки, а 20 миллионов из Египта. Снабжение Рима зерном часто оказывалось под угрозой из-за кораблекрушений: например, Тацит пишет, что уже в гавани Остии в бурю утонуло 200 кораблей, а 100 кораблей сгорели при подъёме вверх по Тибру.

## Способы раздачи
В эпоху республики раздачи совершались один раз в месяц, а место их проведения могло меняться. При Августе римляне стали получать раздачи у самих хлебных амбаров. При Клавдии раздача стала проходить ежедневно на Минуциевом портике, но в каждый день работало только одно отделение портика. Управление персоналом портика осуществляли заведующие отдельными бюро лат. curatores de Minucia, которые заодно и вели списки лат. incisi. Когда к хлебу было добавлено масло раздачи были перенесены на огороженные трибуны у маслохранилищ и хлебопекарен.
Право человека на раздачи подтверждалось «хлебной тессерой», которая имела характер постоянного документа, а также контрольной маркой, которую было необходимо отдать за месячную порцию хлеба. Впервые контрольные марки (лат. tesserae nummariae) в виде бронзовой монеты ввёл Август в подражание Афинам. При Клавдии появились постоянные документы (лат. tessera frumentaria), подтверждающие право на раздачи. Эти документы уже были собственностью граждан и могли быть проданы или завещаны. Контрольные марки при этом сохранились, но для экономии денег их стали делать из свинца. На поздних этапах хлеб стал раздаваться по постоянным документам, а не контрольным маркам. Эта система перешла и в Константинополь.